# Campionats del món de ciclisme de muntanya i trial de 2011
Els Campionats del món de ciclisme de muntanya i trial de 2011 van ser la 22a edició dels Campionats del món de ciclisme de muntanya organitzats per la Unió Ciclista Internacional. Les proves tingueren lloc del 31 d'agost al 4 de setembre de 2011 a Champéry (Valais) a Suïssa.

## Resultats

### Camp a través
| Proves         | Or                                                                       | Plata                                                                         | Bronze                                                                                  |
| Masculí        | Jaroslav Kulhavý (CZE)                                                   | Nino Schurter (SUI)                                                           | Julien Absalon (FRA)                                                                    |
| Femení         | Catharine Pendrel (CAN)                                                  | Maja Włoszczowska (POL)                                                       | Eva Lechner (ITA)                                                                       |
| Masculí sub-23 | Thomas Litscher (SUI)                                                    | Marek Konwa (POL)                                                             | Henk Jaap Moorlag (NED)                                                                 |
| Femení sub-23  | Julie Bresset (FRA)                                                      | Annie Last (GBR)                                                              | Pauline Ferrand-Prévot (FRA)                                                            |
| Masculí júnior | Victor Koretzky (FRA)                                                    | Anton Cooper (NZL)                                                            | Andrey Fonseca (CRC)                                                                    |
| Femení júnior  | Linda Indergand (SUI)                                                    | Lena Putz (GER)                                                               | Julia Innerhofer (ITA)                                                                  |
| Relleus Mixt   | França · Fabien Canal · Victor Koretzky · Julie Bresset · Maxime Marotte | Suïssa · Thomas Litscher · Lars Forster · Nathalie Schneitter · Nino Schurter | Itàlia · Gerhard Kerschbaumer · Lorenzo Samparisi · Eva Lechner · Marco Aurelio Fontana |

### Descens
| Proves         | Or                    | Plata                 | Bronze                  |
| Masculí        | Danny Hart (GBR)      | Damien Spagnolo (FRA) | Samuel Blenkinsop (NZL) |
| Femení         | Emmeline Ragot (FRA)  | Rachel Atherton (GBR) | Claire Buchar (CAN)     |
| Masculí júnior | Troy Brosnan (AUS)    | David Trummer (AUT)   | Guillaume Cauvin (FRA)  |
| Femení júnior  | Manon Carpenter (GBR) | Agnes Delest (FRA)    | Lauren Rosser (CAN)     |

### Four Cross
| Proves  | Or                   | Plata                    | Bronze              |
| Masculí | Michal Prokop (CZE)  | Roger Rinderknecht (SUI) | Joost Wichman (NED) |
| Femení  | Anneke Beerten (NED) | Fionn Griffiths (GBR)    | Céline Gros (FRA)   |

### Trial
| Proves                       | Or                                                                           | Plata                                                                               | Bronze                                                                            |
| Masculí - 20 polzades        | Benito Ros (ESP)                                                             | Abel Mustieles (ESP)                                                                | Gilles Coustellier (FRA)                                                          |
| Masculí - 26 polzades        | Gilles Coustellier (FRA)                                                     | Kenny Belaey (BEL)                                                                  | Vincent Hermance (FRA)                                                            |
| Femení                       | Karin Moor (SUI)                                                             | Gemma Abant (ESP)                                                                   | Mireia Abant (ESP)                                                                |
| Masculí júnior - 20 polzades | Raphael Pils (GER)                                                           | Marius Merger (FRA)                                                                 | David Hoffmann (GER)                                                              |
| Masculí júnior - 26 polzades | Marius Merger (FRA)                                                          | Yann Dunant (FRA)                                                                   | Robin Fix (GER)                                                                   |
| Equips                       | França · Marius Merger · Gilles Coustellier · Yann Dunant · Vincent Hermance | Alemanya · Raphael Pils · Matthias Mrohs · Romina Fix · Robin Fix · Hannes Herrmann | Suïssa · Lucien Leiser · Loris Braun · Karin Moor · David Bonzon · Jérome Chapuis |

## Medaller
| Pos.  | País            | Or | Plata | Bronze | Total |
| 1     | França          | 7  | 4     | 6      | 17    |
| 2     | Suïssa          | 3  | 3     | 1      | 7     |
| 3     | Regne Unit      | 2  | 3     | 0      | 5     |
| 4     | República Txeca | 2  | 0     | 0      | 2     |
| 5     | Alemanya        | 1  | 2     | 2      | 5     |
| 6     | Espanya         | 1  | 2     | 1      | 5     |
| 7     | Canadà          | 1  | 0     | 2      | 3     |
| 7     | Països Baixos   | 1  | 0     | 2      | 3     |
| 9     | Austràlia       | 1  | 0     | 0      | 1     |
| 10    | Polònia         | 0  | 2     | 0      | 2     |
| 11    | Nova Zelanda    | 0  | 1     | 1      | 2     |
| 12    | Àustria         | 0  | 1     | 0      | 1     |
| 12    | Bèlgica         | 0  | 1     | 0      | 1     |
| 14    | Itàlia          | 0  | 0     | 3      | 3     |
| 15    | Costa Rica      | 0  | 0     | 1      | 1     |
| Total | Total           | 19 | 19    | 19     | 57    |